# Marta Nobel-Oleinikoff
Marta Helena Nobel-Oleinikoff (ryska: Марта Людвиговна Нобель-Олейникова: Marta Ljudvigovna Nobel-Olejnikova), född Nobel  9 oktober 1881 i Sankt Petersburg, död 4 januari 1973 i Stockholm, var en ryskfödd svensk läkare, filantrop och medlem av familjen Nobel. Hon var dotter till industrimannen Ludvig Nobel och brorsdotter till Alfred Nobel.
År 1904 tog hon examen vid Medicinska institutet för kvinnor i Sankt Petersburg, numera kirurgiska kliniken vid Första statliga medicinska Pavlov-universitetet i Sankt Petersburg. Hon var under första världskriget chefsläkare vid Branobel krigssjukhuset och tilldelades 1940 den finska Vinterkrigsmedaljen.
Marta Nobel motsatte sig att Riksbanken skapade ett ekonomipris och skrev i ett brev till Nobelstiftelsen att familjen Nobel inte skulle tillåta att det kallades Nobelpris.
År 1905 gifte hon sig med infektionsläkaren, professor G. P. Oleinikoff (ryska: Георгий Павлович Олейников: Georgij Pavlovitj Olejnikov). Hon är begravd på Norra begravningsplatsen utanför Stockholm.